# Runnevattnet
Runnevattnet är en sjö i Uddevalla kommun i Bohuslän och ingår i Bäveåns huvudavrinningsområde. Sjön är 7,5 meter djup, har en yta på 0,02 kvadratkilometer och befinner sig 98,4 meter över havet.